# 13P/Olbers
13P/Olbers é um cometa periódico com um período orbital de 69 anos. Ele se encaixa na definição clássica de um cometa do tipo Halley com (20 anos <período< 200 anos).
Heinrich Wilhelm Matthias Olbers (Bremen) descobriu o cometa em 6 de março de 1815. Sua órbita foi calculada pela primeira vez por Carl Friedrich Gauss em 31 de março, Friedrich Bessel calculou um período orbital como 73 anos, depois como 73,9 anos, cálculos de outros astrônomos durante essa época resultaram em algo entre 72 e 77 anos.
O cometa foi detectado pela última vez no ano de 1956. Ele chegará ao periélio em 30 de junho de 2024. O cometa estará mais próximo da Terra em 10 de janeiro de 2094, quando passar a uma distância de 0,756 AU.
Há especulações que 13P/Olbers tenha uma chuva de meteoros associada em Marte vindo da direção de Beta Canis Major.